# Luis Fajardo Fernández
Luis Fajardo Fernández (¿? - Granada, 11 de agosto de 1936) fue un político republicano español. Fue alcalde de Granada en 1936, durante la Segunda República, siendo asesinado por los sublevados al comienzo de la Guerra Civil.

## Biografía
Abogado, fue uno de los fundadores del Partido Republicano Autónomo de Granada (PRAG). Se unió posteriormente a Izquierda Republicana (IR), siendo elegido alcalde de la localidad tras la restauración de la corporación municipal destituida en 1934, tras el triunfo del Frente Popular en las elecciones de 1936. Fue nombrado alcalde el 29 de febrero hasta el 1 de julio, cuando fue sucedido por el socialista Manuel Fernández Montesinos. 
Junto a Manuel Fernández Montesinos y Carlos Morenillas es autor en 1932 de la ponencia "La conveniencia de formar parte de la Mancomunidad Andaluza" solicitada por el ayuntamiento de Granada para ir a la Asamblea de Córdoba sobre el Estatuto de Andalucía y en la que se muestra contrario a la integración de Granada en dicha autonomía.
En julio de 1936, con la sublevación de la guarnición militar de Granada y el estallido de la Guerra Civil,  Luis Fajardo fue detenido por los militares rebeldes y más tarde, el 11 de agosto, fue fusilado en las tapias del cementerio de Granada.

## Familia
Su hermano Enrique fue diputado en Cortes y marchó al exilio, falleciendo en México en 1948.